# Léo Mineiro
Leonardo Henrique Santos de Souza, meglio noto come Léo Mineiro (Belo Horizonte, 10 marzo 1990), è un ex calciatore brasiliano, di ruolo attaccante.